# Coferdán

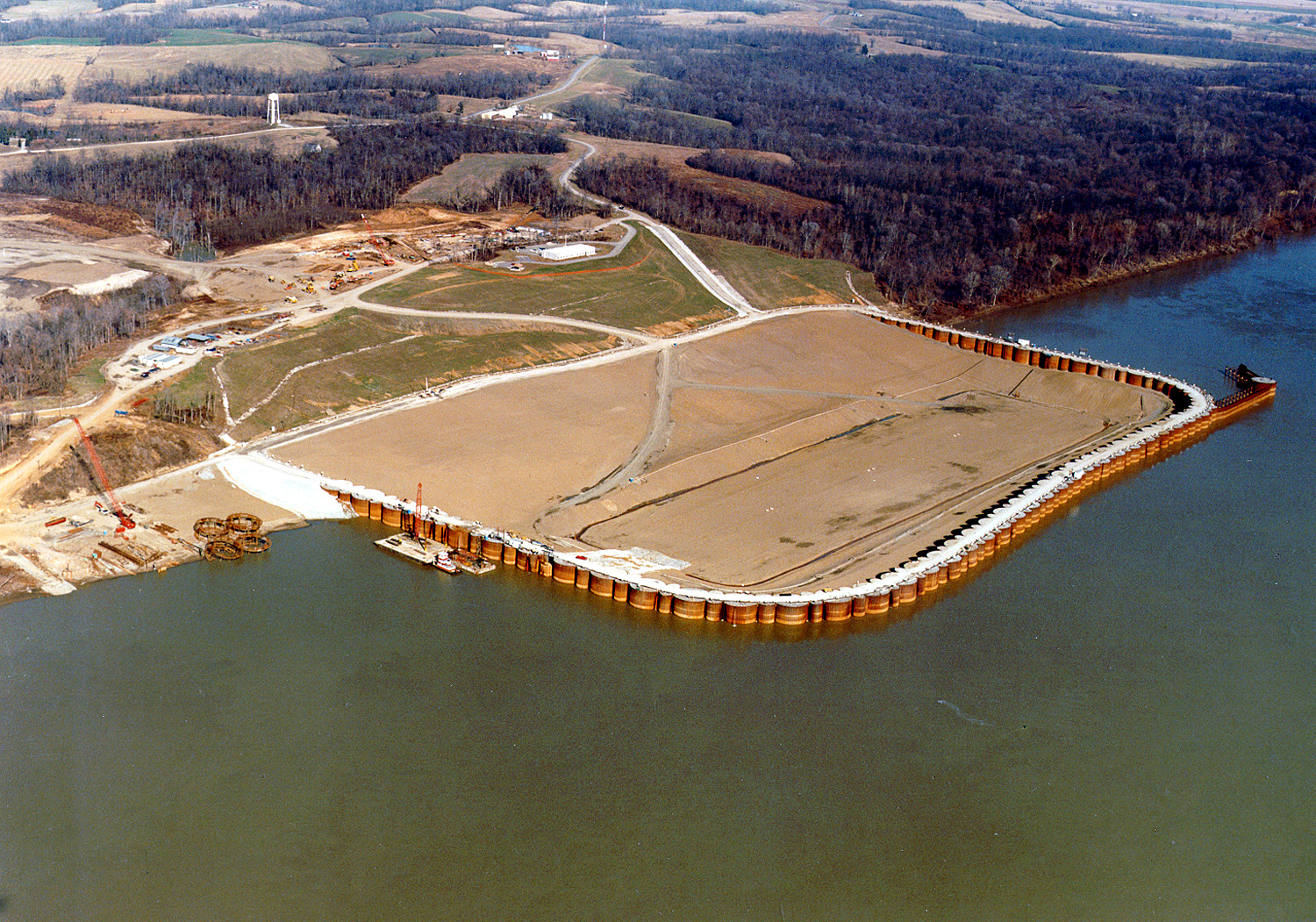
Un coferdán en el río Ohio cerca de Olmsted en el estado de Illinois, construido con el propósito de construir la presa y compuertas de Olmsted

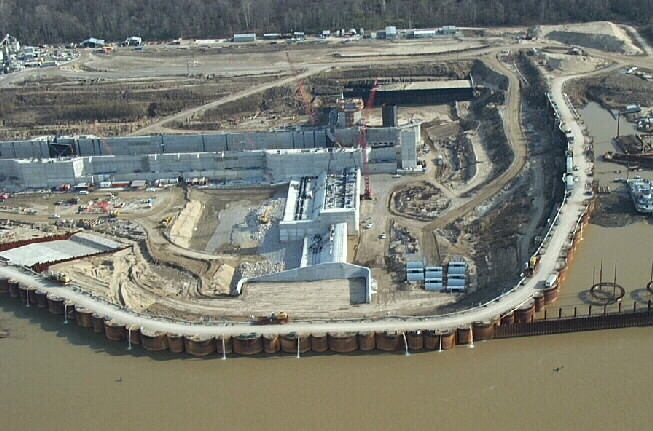
Un coferdán durante la construcción de esclusas en la Montgomery Point Lock and Dam

Un coferdán (en inglés cofferdam) es un recinto construido dentro de una masa de agua para permitir que el área cerrada sea bombeada o drenada. Este bombeo crea un ambiente de trabajo seco para que las labores se puedan realizar de forma segura. Los coferdanes se utilizan comúnmente para la construcción o reparación de presas permanentes, plataformas petrolíferas, muelles de puentes, etc., construidos dentro del agua.
Estos coferdanes suelen ser estructuras de acero soldadas, con componentes formados por tablestacas, guías y tirantes transversales. Estas estructuras generalmente se desmantelan una vez finalizados los trabajos de construcción.
El origen de la palabra proviene del inglés cofre (originalmente del latín cophinus que significa "canasta") y dam del protogermánico *dammaz que significa "barrera que cruza una corriente de agua para obstruir su flujo y elevar su nivel"). Se ha castellanizado como coferdán, pero también se utiliza la forma inglesa cofferdam.

## Usos
Para la construcción de presas, generalmente se construyen dos coferdanes, uno aguas arriba y otro aguas abajo de la presa propuesta, después de que se haya proporcionado un túnel o canal de desvío alternativo para que el flujo del río evite el área de cimentación de la presa. Estos coferdanes suelen ser una presa de terraplén convencional de relleno de tierra y roca, pero también se puede utilizar hormigón o pantallas de pilotes. Por lo general, una vez terminada la presa y las estructuras asociadas, se retira el coferdán de aguas abajo y el coferdán de aguas arriba se inunda a medida que se cierra el desvío y el embalse comienza a llenarse. Dependiendo de la geografía del sitio de una presa, en algunas aplicaciones, se utiliza un coferdán en forma de "U" en la construcción de la mitad de una presa. Una vez terminada, se retira el coferdán y se crea uno similar en el lado opuesto del río para la construcción de la otra mitad de la presa.
Otro uso de los coferdanes es en la conservación o reparación de barcos ya que permiten el acceso seco a los equipos submarinos y para cerrar las aberturas submarinas mientras se trabaja en los accesorios dentro del barco. Esto es más común en buques de guerra donde en un coferdán pueden caber varios buques de una clase. 
El coferdán también se utiliza ocasionalmente en la industria de la construcción y reparación naval, cuando no es práctico poner un barco en un dique seco para trabajos de reparación o modernización. Un ejemplo de este uso lo tenemos en el alargamiento de barcos. En algunos casos, un barco se corta en dos mientras aún está en el agua y se hace flotar una nueva sección del barco para alargarlo. El corte del casco se realiza dentro de un coferdán sujeto directamente al casco del barco, posteriormente se separa el coferdán antes de que las secciones del casco se separen flotando. Posteriormente se reemplaza el coferdán mientras se vuelven a soldar las secciones del casco. Su ventaja en este caso suele ser su menor costo al compararlo con un dique seco.
Los coferdanes también se utilizan en algunas operaciones de salvamento marítimo.

### Ejemplos
Se construyó una coferdán de más de 1 milla de largo para permitir la construcción del canal Livingstone en el río Detroit.

## Tipos
Se pueden distinguir varios tipos de estructuras que cumplen esta función, según cómo se construyan y cómo se utilicen. 

### Arquitectura naval

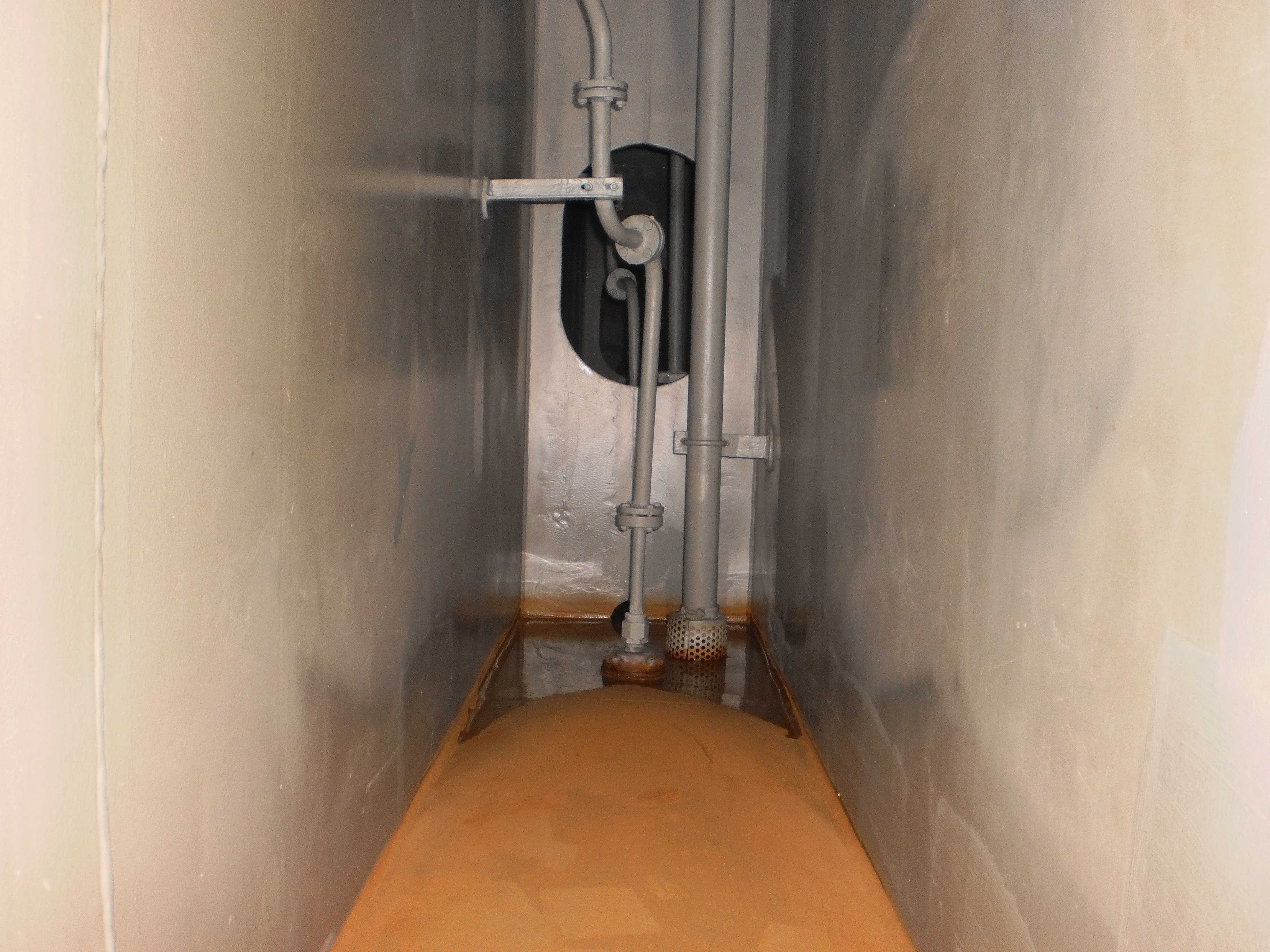
Dentro de un coferdán de un navío

En la ingeniería naval, un coferdán es un espacio entre dos mamparos o cubiertas estancas dentro de un barco. Generalmente es un espacio vacío destinado a garantizar que el contenido de tanques casi adyacentes no pueda filtrarse directamente de uno a otro, lo que daría como resultado la contaminación del contenido de uno o ambos compartimentos. El coferdán se mantendría vacío en todo momento y el barco podrá contar con sensores en su interior para avisar si ha comenzado a llenarse de líquido. Si en el mismo buque se transportan dos cargas diferentes que reaccionan peligrosamente entre sí, normalmente se requieren uno o más coferdanes entre los espacios de carga. 

### Salvamento marino
Cuando toda o parte de la cubierta principal de un barco hundido está sumergida, para que los espacios inundados se pueden achicar es necesario sellar todas las aberturas o extender el francobordo efectivo por encima del nivel más alto del agua. Un método para hacerlo es construir una extensión estanca temporal alrededor de todo el casco del barco, o desde el espacio que se va a achicar a la superficie. Esta ampliación estanca se denomina coferdán. Aunque se trata de estructuras temporales, los coferdanes destinados a este fin deben construirse con fuerza, rigidez adecuada y refuerzo para soportar las cargas hidrostáticas y de otro tipo que tendrán que soportar. Los coferdanes grandes normalmente están restringidos a operaciones portuarias.